# Solly Shoke
Général Solly Zacharia Shoke (né le 15 août 1956)  est un commandant militaire sud-africain . Il a rejoint Umkhonto we Sizwe (MK), l'aile militaire du Congrès national africain, dans les années 1970, et a servi en tant que commandant sur le terrain contre le gouvernement sud-africain dans les années 1980. Il a été transféré à la Force de défense nationale sud-africaine lorsque MK y a été incorporé en 1994 et a été chef de la Force de défense nationale sud-africaine de 2011 au 30 mai 2020.

## Carrière militaire
Shoke a reçu son éducation au lycée d'Orlando, dans le canton d'Orlando, à Johannesburg. Les autres qualifications académiques comprennent un diplôme en gestion des ressources humaines de Damelin, un certificat en gestion de la défense de l' Université du Witwatersrand et un certificat en gestion du personnel de l'IPM. Shoke a rejoint Umkhonto we Sizwe, l'aile militaire de l' African National Congress (ANC), dans les années 1970. Dans les années 1980, il a servi en tant que commandant sur le terrain pendant la lutte de libération contre le gouvernement sud-africain. Il a obtenu sa formation militaire en Angola et a suivi le cours de commandant de brigade en URSS . Il est devenu membre de la direction clandestine de l'opération Vula en 1988. Entre 1993 et 1994, Shoke a suivi un cours intermédiaire au Zimbabwe . En 1994, il a été nommé directeur de la planification du personnel de l'armée sud-africaine. 
En 1998, Shoke a commandé les forces de la Communauté de développement sud-africaine pendant l'opération Boleas au Lesotho . Il a été directeur de l'acquisition du personnel de janvier 1999 à octobre 2000, date à laquelle il a été promu au grade de général de division au poste de directeur principal du soutien des ressources humaines.  Il a été promu chef de l'armée en 2004,  et est devenu chef de la Force de défense nationale sud-africaine en mai 2011. 

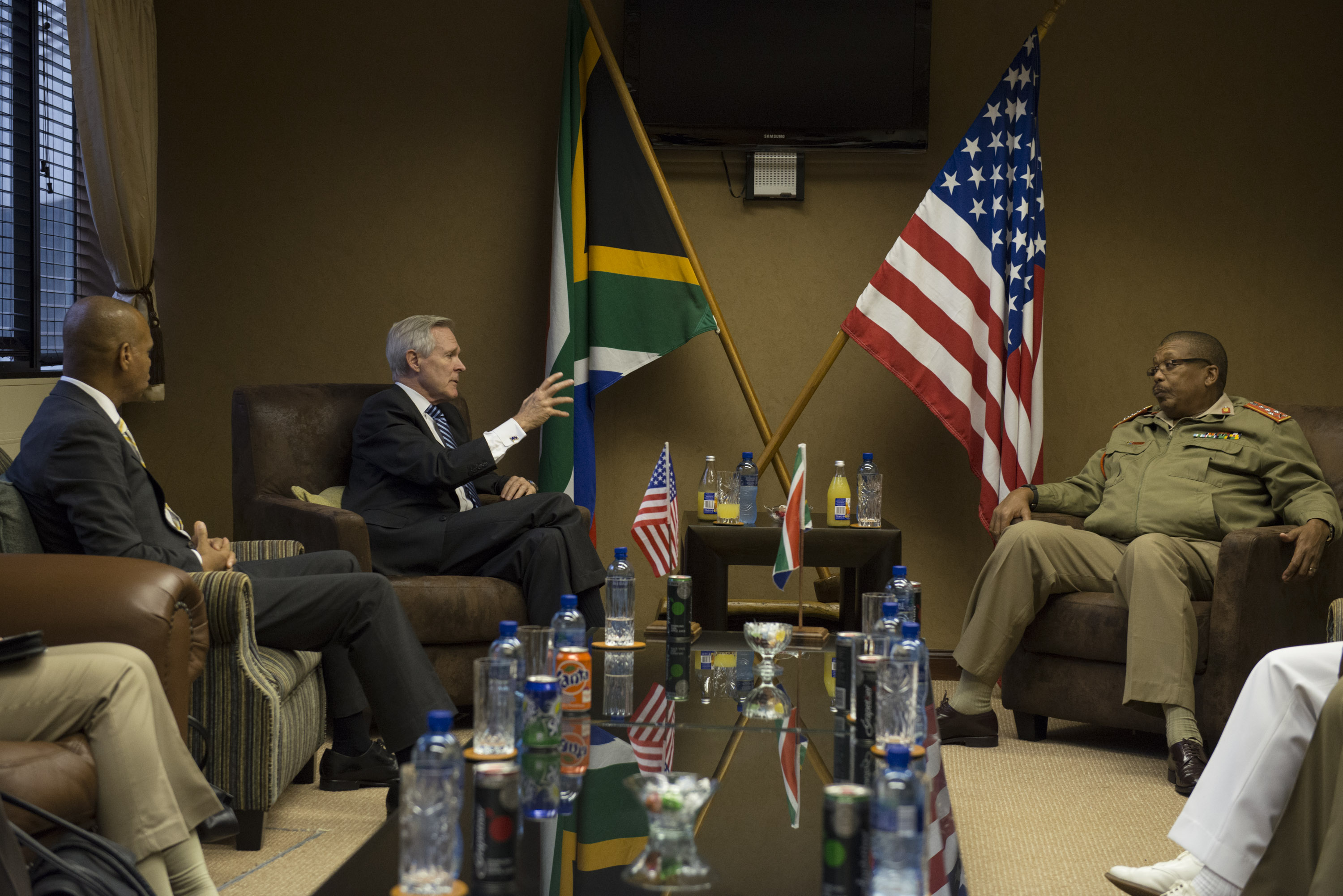
Shoke rencontre avec le secrétaire américain à la Marine, Ray Mabus

## Distinctions et récompenses
- Ordre de Mendi pour la bravoure[7] :  Shoke a reçu l'Ordre de Mendi pour la bravoure (OMBG) pour son travail dans l'unité G5 d'Umkhonto weSizwe[8].
- Étoile de la bravoure en argent (SBS)
- Médaille du mérite en argent (MMS)
- Ordre de Mapungubwe Argent (OMS)
- Fermoir Maluti
- Médaille Unitas
- Tshumelo Ikatelaho (Médaille du service général)
- Medalje vir Troue Diens (Médaille pour service loyal avec fermoir de 30 ans)
- Médaille du service en argent
- Médaille du service en bronze
- Ordre du mérite militaire (Brésil)